# Обсерваторний яр
Обсерваторний яр — струмок у Києві, у місцевості Солдатська Слобідка, ліва притока Скомороха. Потяжність — близько 750 м.

## Опис
Офіційно не має назви. Назву «Обсерваторний яр» запропонував один із дослідників київських підземних річок у 2013 році. Втім, ця назва має історичне підґрунтя, адже струмок протікає дном Обсерваторного яру, частково засипаного при забудові місцини. 
Починається на схилах Обсерваторної гірки, перетинає Павлівський сквер, вулиці Гоголівську, Олександра Кониського та Дмитрівську і впадає у річку Скоморох поблизу будинку № 20 на вулиці Золотоустівській.
Єдине місце, де можна побачити струмок — оглядовий перепадний колодязь поблизу будинку № 32 на вулиці Гоголівській. Якщо зазирнути крізь решітку, можна побачити, як із труби витікає струмок, падає на дно колодязя та продовжує свою течію у трубі.
Струмок було взято у колектор ще при забудові місцевості у XIX столітті.